# Autorretrato como alegoría de la pintura
El autorretrato como alegoría de la pintura, también conocido como Autoritratto in veste di Pittura o simplemente La Pittura, fue pintado por la artista barroca italiana Artemisia Gentileschi. La pintura al óleo sobre lienzo mide 96,5 x 73,7 centímetros (38,0 x 29,0 plg) y probablemente se produjo durante la estancia de Gentileschi en Inglaterra entre 1638 y 1639. Estaba en la colección de Carlos I y fue devuelto a la Royal Collection en la Restauración (1660) y permanece allí. En 2015 se exhibió en la Galería Cumberland en el Palacio de Hampton Court. 
La escena muestra a Gentileschi pintándose a sí misma, que a su vez está representada como la "Alegoría de la pintura" ilustrada por Cesare Ripa. La obra se encuentra en la Royal Collection de Gran Bretaña.
La pintura muestra temas feministas raros de una época en que las mujeres casi no tenían trabajos, y mucho menos eran bien conocidos por ellas. La representación de Gentileschi de sí misma como el epítome de las artes fue una declaración audaz para el período. Aunque la pintura está hoy eclipsada por muchas de las otras escenas más dramáticas y crudas de Gentileschi que reflejan los problemáticos años más jóvenes del artista, el autorretrato fue muy controvertido en su época. 
Michael Levey propuso por primera vez que se trata de un autorretrato y una alegoría en el siglo XX, lo cual no ha sido aceptado universalmente, ya que algunos historiadores del arte ven las características de la figura aquí como demasiado diferentes de las de otros retratos del artista.

## Contexto histórico
Gentileschi nació en Roma en 1593, justo al comienzo de la pintura barroca. El padre de Gentileschi, Orazio, era un artista muy conocido, y Artemisia se entrenó en su taller durante varios años antes de crear obras ella misma. En la década de 1610, Artemisia fue violada por un miembro algo mayor del taller, Agostino Tassi, un evento que coloreó el resto de su vida y se refleja en su arte, que a menudo muestra temas con temas de «El poder de las mujeres» como Judith Matando a Holofernes y Salomé con la cabeza de San Juan Bautista. El enfoque de la artista en su trabajo, lejos del espectador, destaca el drama del período barroco y el papel cambiante de la artista de artesana a innovadora singular.
Conceptos abstractos como «pintura» fueron representados tradicionalmente por figuras alegóricas femeninas, y por lo tanto, la pintura no era una que cualquier pintor masculino pudiera presentar de la misma manera, como el autorretrato y la alegoría. El autorretrato también fue influenciado por las obras de Cesare Ripa, especialmente de su Iconologia, en la que sugiere cómo se deben representar las virtudes y los conceptos abstractos, con cualidades y apariencias humanas. Ripa señala que la «pintura» debería mostrarse como: "Una mujer hermosa, con el pelo negro y completo, despeinada y retorcida de varias maneras, con cejas arqueadas que muestran un pensamiento imaginativo, la boca cubierta con un paño atado detrás de las orejas, con una cadena de oro en su garganta del que cuelga una máscara, y ha escrito en frente "imitación". Ella sostiene en su mano un pincel, y en el otro la paleta, con ropas de cortina evanescentemente cubiertas." Aparte de la tela atada alrededor de la boca, Gentileschi sigue esta receta con bastante precisión. 

## Descripción
La composición de la pintura refleja otras obras de arte de la época, utilizando líneas diagonales para hacer alarde de la figura femenina y enfatizar su movimiento tanto hacia el lienzo como hacia los espectadores. El uso del escorzo y otras técnicas tridimensionales no solo demuestran el talento de Gentileschi como artista, sino que también atraen a los espectadores a la pintura a nivel físico y emocional. 
La luz proviene claramente de la izquierda, pero la fuente no es visible y es inusualmente dura. El frente del cuerpo de Gentileschi está perfectamente iluminado, pero su espalda está oscurecida. En la frente y las mejillas, en el costado del cuello y el hombro izquierdo, una línea clara separa la luz de la oscuridad, una técnica de claroscuro que se usaba con frecuencia durante la era barroca para agregar una sensación dramática.
El elemento de textura, tan importante en las pinturas barrocas, se encuentra en los mechones del cabello despeinado, las arrugas en la manga con pintura derramada que se agrieta cerca de la muñeca y las manos sucias, que aumentan el realismo de la pintura. 
Finalmente, el color en el retrato es notable, en parte debido a la iluminación y en parte debido a la diferencia natural en los tonos. Mientras que la ropa más oscura y el fondo casi se mezclan, la piel pálida de la cara y el brazo derecho saltan inmediatamente. La cadena de oro cerca del cuello reluce, mientras que la cadena cerca del cofre (que termina en un colgante de máscara) muere lentamente en un marrón apagado. 

## Interpretación
Debido a que la imagen de Ripa de la «alegoría de la pintura» tomó la forma de una mujer, Gentileschi pudo usar la descripción a su favor para pintarse como artista. Si bien ser mujer durante la época barroca fue en gran medida negativo en términos de derechos y estilo de vida, Gentileschi encontró esta joya en Iconologia para acrecentar su reputación. Además, aunque muchas de las figuras idealizadas de mujeres evocaron ideas salaces o sugestivas durante este tiempo, Gentileschi pudo manipular con éxito la pieza para mostrar a las mujeres de manera no degradante. 
Por otro lado, esta representación como la Alegoría de la pintura la ha hecho parecer un tanto egoísta para algunos críticos. Representarse a sí mismo como el epítome de una idea es sin duda un gran reclamo, y puede parecer que Gentileschi se está proclamando a sí misma como una de las artistas más magníficas, aunque todavía era relativamente desconocida en ese momento. Sin embargo, la representación de Gentileschi de sí misma como una alegoría debe considerarse como positiva, mostrando al mundo lo que una mujer puede hacer, en lugar de solo Gentileschi como artista. Además, como afirma la historiadora del arte Mary Garrard, solo una mujer artista podría presentarse de esta manera, ya que las figuras alegóricas se limitaban a los cuerpos de las mujeres.